# Hybridfisk
Hybridfisk, en hybrid, det vill säga en avkomma, från en hane och hona av två olika men närbesläktade fiskarter. När föräldrarna inte tillhör samma art blir hybriden mestadels steril och kan få låg livsduglighet.
Anledningen till den ökade framställningen av hybridfiskar beror till stor del på brist på vild matfisk, vissa hybridfiskar kan bli slaktfärdiga på betydligt kortare tid än vilda fiskar. Vissa hybridfiskar har även framställts för att få vackrare akvariefiskar.